# Homomallium connexum
Homomallium connexum är en bladmossart som beskrevs av Brotherus 1908. Homomallium connexum ingår i släktet Homomallium och familjen Hypnaceae. Inga underarter finns listade i Catalogue of Life.